# IC 4522
IC 4522 ist eine Spiralgalaxie vom Hubble-Typ Sb im Sternbild Paradiesvogel. Sie ist schätzungsweise 120 Millionen Lichtjahre von der Milchstraße entfernt.
Das Objekt wurde am 18. Juli 1900 vom US-amerikanischen Astronomen DeLisle Stewart entdeckt.